# Calam Lynch
Calam Finbar Lynch (nacido el 7 de noviembre de 1994) es un actor británico de ascendencia irlandesa. Es conocido por sus papeles en la adaptación de Disney de Belleza Negra del 2020 y en la obra de la BBC Mrs. Wilson del 2018.

## Primeros años
Lynch nació en Warwickshire y es hijo de los actores irlandeses Niamh Cusack y Finbar Lynch. Vivó algunos años de su niñez en Mottram St Andrew, Cheshire y estudió en la academia primaria local mientras sus padres trabajaban en Mánchester. Más adelante, se mudaron a Barnes, al suroeste de Londres. Lynch estudió en la Escuela Superior Latymer en Hammersmith antes de irse a estudiar, en el Somerville College, Oxford, la carrera de Estudios clásicos, de la que se graduó en el 2017. Si bien originalmente le interesaba el fútbol, su primo Max Irons lo comenzó a motivar a actuar, por lo que Lynch participó en obras de teatro durante su tiempo en la universidad.

## Carrera
Durante su tercer y último año en Oxford, Lynch firmó con un agente y apareció en Dunkerque. Luego de graduarse, interpretó a Claudio en la producción del Rose Theatre Kingston titulada Mucho ruido y pocas nueces y a Gordon Wilson, el hijo del personaje interpretado por Ruth Wilson en Mrs. Wilson, una miniserie de la BBC. 
Ese mismo año, Lynch tuvo un papel como invitado interpretando a John-Paul O'Reilly en un episodio de la sitcom del Canal 4 Derry Girls. Además, apareció en Wife en el Teatro Kiln en 2019.
Lynch protagonizó, junto con Mackenzie Foy, la adaptación de Belleza Negra del 2020, estrenada en Disney+. Recientemente, ha aparecido en la película biográfica Benediction y en la segunda temporada del drama histórico de Netflix Bridgerton.

## Filmografía

### Películas
| Año  | Título        | Papel           | Notas        |
| ---- | ------------- | --------------- | ------------ |
| 2017 | Dunkerque     | Deal Sailor     |              |
| 2019 | Poppycock     | Lawrence Bower  | Cortometraje |
| 2020 | Belleza negra | George Winthorp |              |
| 2021 | Benediction   | Stephen Tennant |              |

### Televisión
| Año  | Título      | Papel              | Notas                |
| ---- | ----------- | ------------------ | -------------------- |
| 2018 | Derry Girls | John-Paul O'Reilly | Episodio: "The Prom" |
| 2018 | Mrs. Wilson | Gordon Wilson      | Miniserie            |
| 2022 | Bridgerton  | Theo Sharpe        | 6 episodios          |

## Teatro
| Año  | Título                     | Papel      | Notas                 |
| ---- | -------------------------- | ---------- | --------------------- |
| 2018 | Mucho ruido y pocas nueces | Claudio    | Rose Theatre Kingston |
| 2019 | Wife                       | Eric / Cas | Teatro Kiln, Londres  |